# Presbytis natunae
Presbytis natunae is een zoogdier uit de familie van de apen van de Oude Wereld (Cercopithecidae). De wetenschappelijke naam van de soort werd voor het eerst geldig gepubliceerd door Thomas & Hartet in 1894.

## Voorkomen
De soort komt voor in Indonesië, endemisch op het eiland Natuna Besar, het hoofdeiland van de Natuna-eilanden in de Zuid-Chinese Zee.